# Primolius auricollis
Primolius auricollis là một loài chim trong họ Psittacidae.